# Andrena minima
Andrena minima är en biart som beskrevs av Warncke 1974. Andrena minima ingår i släktet sandbin, och familjen grävbin. Inga underarter finns listade i Catalogue of Life.